# Epiplatys longiventralis
Epiplatys longiventralis är en fiskart som först beskrevs av Boulenger, 1911.  Epiplatys longiventralis ingår i släktet Epiplatys och familjen Nothobranchiidae. IUCN kategoriserar arten globalt som sårbar. Inga underarter finns listade i Catalogue of Life.